# Dressed to Kill
Dressed to Kill е третият студиен албум на американската рок група Kiss. Издаден е на 19 март 1975 г. от Casablanca Records. 

## Обща информация
Албумът е продуциран от собственика на лейбъла, тъй като затруднените финанси на компанията не позволяват наемането на професионален продуцент. „Dressed to Kill“ е преиздаден през 1997 г. в ремастeрирана версия. Вероятно, поради кратката дължина на албума, оригиналните винилни версии имат дълги паузи между всяка песен, за да създадат илюзията, че страните са по-дълги. Всяка от тях е само 15 минути, а някои от продължителностите на песните са написани неправилно във винилните версии. Например, „Two Timer“ е вписана като 2:59, а „Ladies in Waiting“ е 2:47. 

## Обложка
Докато на обложката на албума членовете на Kiss са в бизнес костюми, единственият член на групата, който всъщност притежава такъв е Питър Крис. Костюмите, носени на обложката от останалата част от групата, са собственост на мениджъра им Бил Аукоин. Оригиналното издание на винил има логото на Kiss над снимката. Снимката на групата е направена на югозападния ъгъл на 23-та улица и 8-о авеню, гледайки на север към Ню Йорк.

## Оценка на публиката
Dressed to Kill достига до 32-ро място в американската класация Billboard 200. Получава своя златен сертификат за продадени 500 000 копия на 28 февруари 1977г. От албума са издадени два сингъла -  "C'mon and Love Me" и "Rock and Roll All Nite", но и двата се провалят в класациите. Въпреки това по-малко от половин година по-късно, живо изпълнение на "Rock and Roll All Nite" излиза като сингъл от Alive! и достига до № 12 в класацията Billboard Hot 100. Тази песен се превръща в едно от най-популярните произведения на групата, атестат за което е факта, че от 1975г. до наши дни няма концерт, на който да не бъде изпълнена.

## Състав

#### KISS
- Пол Стенли – вокали и китара
- Ейс Фрели – китара (бас в „Getaway“, беквокали в „Getaway“ и „Rock Bottom“)
- Джийн Симънс – вокали и бас (китара в „Ladies in Waiting“)
- Питър Крис – барабани, вокали

#### Продукция
- Нийл Богарт - продуцент
- Дейв Уитман - звуков инженер
- Джордж Лопез - асистент звуков инженер
- Боб Груен - фотограф, обложка

## Песни
| 1.    | Room Service           | Пол Стенли                   | Стенли          | 2:59 |
| 2.    | Two Timer              | Джийн Симънс                 | Симънс          | 2:47 |
| 3.    | Ladies in Waiting      | Джин Симънс                  | Симънс          | 2:35 |
| 4.    | Getaway                | Ейс Фрели                    | Крис            | 2:43 |
| 5.    | Rock Bottom            | Ейс Фрели, Пол Стенли        | Стенли          | 3:54 |
| 6.    | C'mon and Love Me      | Пол Стенли                   | Стенли          | 2:57 |
| 7.    | Anything for My Baby   | Пол Стенли                   | Стенли          | 2:35 |
| 8.    | She                    | Джийн Симънс, Стивън Коронел | Сиимънс, Стенли | 4:08 |
| 9.    | Love Her All I Can     | Пол Стенли                   | Стенли          | 2:40 |
| 10.   | Rock and Roll All Nite | Пол Стенли, Джийн Симънс     | Симънс          | 2:49 |
| 30:07 |                        |                              |                 |      |

## Позиции в класациите
| Класация (1975)       | Най-добра позиция | Седмици в класацията |
| --------------------- | ----------------- | -------------------- |
| Canadian Albums Chart | 26                |                      |
| Billboard Pop Albums  | 32                | 29                   |